# Lubuczewo
Lubuczewo (Duits: Lübzow) is een plaats in het Poolse district  Słupski, woiwodschap Pommeren. De plaats maakt deel uit van de gemeente Słupsk en telt 466 inwoners.